# Região metropolitana de Tampico
A Região metropolitana de Tampico é a continuidade da cidade de Tampico junto aos municípios conurbados e em processo de conurbação. Está localizada nos estados mexicanos de Tamaulipas e Veracruz, e junto a da Cidade do México, a Comarca Lagunera, a Puebla, La Piedad e a Puerto Vallarta, uma das Regiões metropolitanas biestatais (com municípios que se localizam em dois estados diferentes) do México. Se estende ao longo do rio Pánuco na direção do Golfo do México. São integrantes os seguintes municípios:
- Em Tamaulipas:
  - Tampico
  - Altamira
  - Ciudad Madero
- Em Veracruz:
  - Pueblo Viejo
  - Pánuco

Conta com aproximadamente 849075 habitantes (censo de 2010).